# 동산초등학교 (구미시)
동산초등학교는 대한민국 경상북도 구미시 도개면 용산가산길 35 (동산리)에 있었던 초등학교이다.

## 연혁
- 1948년 8월 1일 도개국민학교 동산분교장으로 설립 인가
- 1965년 3월 1일 동산국민학교로 독립 승격
- 1996년 3월 1일 동산초등학교로 명칭 변경
- 1998년 3월 1일 폐교(도개초등학교로 통폐합)